# Trichoptilium incisum
Genre
Espèce
Trichoptilium incisum est une espèce de plante à fleurs appartenant à la famille des composées (Asteraceae). C'est la seule espèce du genre Trichoptilium.

## Description morphologique

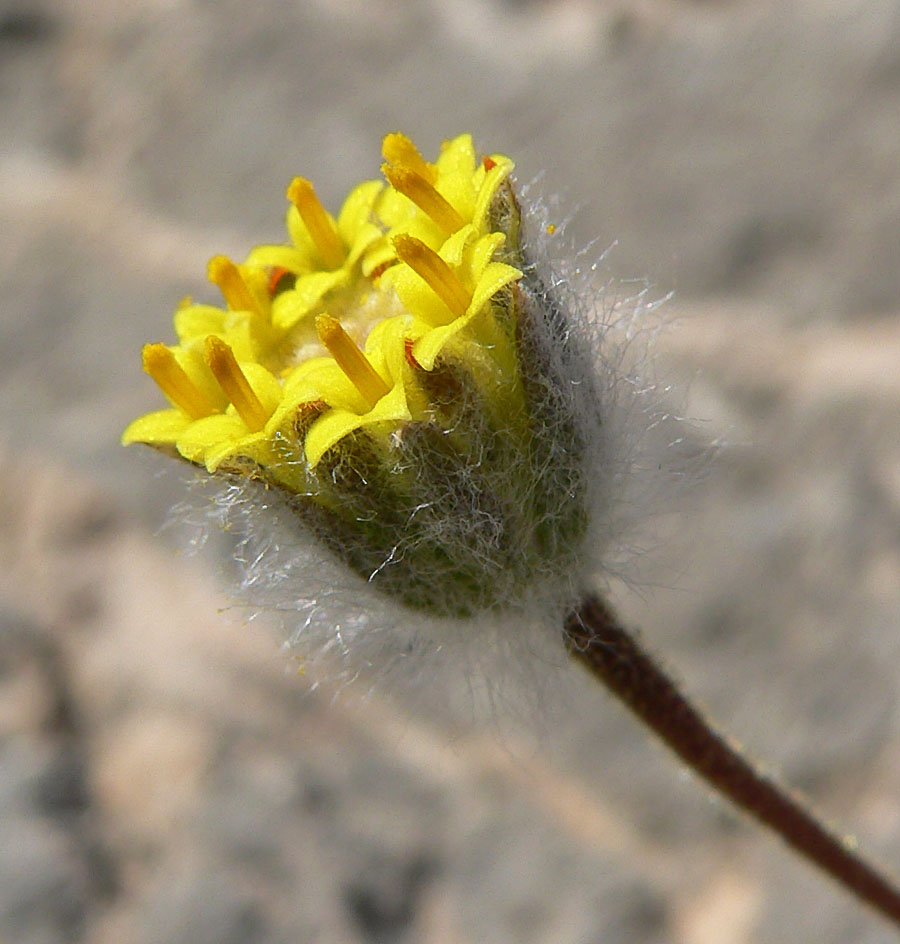
Détail du capitule de Trichoptilium incisum.

### Appareil végétatif
Cette plante basse, odorante, présentant des poils laineux, mesure entre 15 et 20 cm de hauteur. Les feuilles, essentiellement regroupées à la base, sont lancéolées et mesurent de 2 à 5 cm de longueur.

### Appareil reproducteur
La floraison a lieu deux fois par an, entre février et mai puis entre octobre et novembre.
Les inflorescences sont des capitules tubuliflores, jaunes, portés par de longues tiges florales sans feuilles. Ils mesurent environ 1,3 cm de diamètre.
Les fruits sont des akènes bordés de 5 écailles blanches ou beiges à bordure frangée.

## Répartition et habitat
Cette plante vit dans le sud-ouest des États-Unis (Arizona, Nevada) et au nord-ouest du Mexique.
Elles pousse dans les zones désertiques, sur sol sablonneux ou caillouteux.